# 후안 모라 페르난데스
후안 모라 페르난데스(스페인어: Juan Mora Fernández, 1784년 7월 12일 ~ 1854년 12월 16일)는 코스타리카의 초대 대통령이자 정치인이다.
그는 자유주의자로 여겨져 수도를 카르타고에서 푼타레나스로 옮기기로 결심했다. 후안 모라는 1825년 초대 국가원수로 선출되었다.
그는 토지개혁을 시행한 것으로 기억되고 있으며, 진보적인 노선을 따랐다. 토지개혁구조의 결과, 그는 부주의로 강력한 커피 바론들의 엘리트 계층을 만들었다. 병호는 결국 그의 후기 후계자 중 한 명인 호세 마리아 알파로 자모라를 쓰러뜨렸다.
1850년부터 1854년까지 코스타리카의 치안판사 겸 대법원장을 지냈으며, 사임 직후 사망했다.